# Amiga 3000
Amiga 3000 была выпущена 24 апреля 1990 года (в то же самое время выпускались Amiga 1500 и Amiga 2000/Amiga 2500). Этот компьютер был нацелен на рынок Hi-End решений и действительно представлял собой качественный скачок (по сравнению с выпускавшимися моделями). Корпорацией Commodore было принято решение позиционировать Amiga 3000 как АРМ для создания графики высокого качества. Рабочая станция выпускалась по 1992 год, и стала особенно популярной в так называемой W-индустрии как основа для создания собственных высокопроизводительных виртуальных машин. Вероятно, тогда же и появился слоган: «Only Amiga Makes It Possible!» ( (англ.), «Только Амига делает это возможным!»). Речь идёт о том, что с появлением Amiga 3000 разрабатываются первые в мире эмуляторы принципиально других компьютерных платформ, доступные каждому. Эти эмуляторы могут исполняться в среде вытесняющей многозадачности AmigaOS, в реальном времени, и даже быть запущенными одновременно.
В Amiga 3000 устанавливался процессор MC68030 с частотой 16 или 25 МГц, а также математический сопроцессор соответствующей частоты (MC68881 или MC68882). Kickstart обновился до версии V36 и грузился теперь с винчестера (аналогично Amiga 1000, где Kickstart грузился с дискеты). Операционная система (AmigaOS 2.0-2.4) полностью поддерживала новые возможности, предоставляемые чипсетом ECS. Встроенный подавитель мерцания в чересстрочных(interlaced) видеорежимах (Flicker fixer на базе чипа Amber) позволил использовать новые и получающие всё большее распространение мониторы VGA (помимо мониторов, производимых специально для Amiga). Появилось 4 слота новой, более производительной шины Zorro III, а также два 16-битных слота ISA (включенных последовательно, в одну линию со слотами Zorro III). В системном блоке Amiga 3000 были учтены ошибки, допущенные при проектировании Amiga 1000 и Amiga 2000 (в настольном исполнении). Commodore назвали новый корпус ST/Amiga Format.
Выпускалась также версия Amiga 3000UX, отличавшаяся шильдиком на корпусе и второй ОС (помимо AmigaOS), поставлявшейся с ПК — AT&T Unix System V (SVR4) . Это позволило предоставить пользователям стандартные для UNIX графические интерфейсы: X Window System и OPEN LOOK. К этому надо добавить сетевые возможности, такие как стек TCP/IP, NFS и RFS.

## Основные характеристики
- Процессор Motorola MC68030

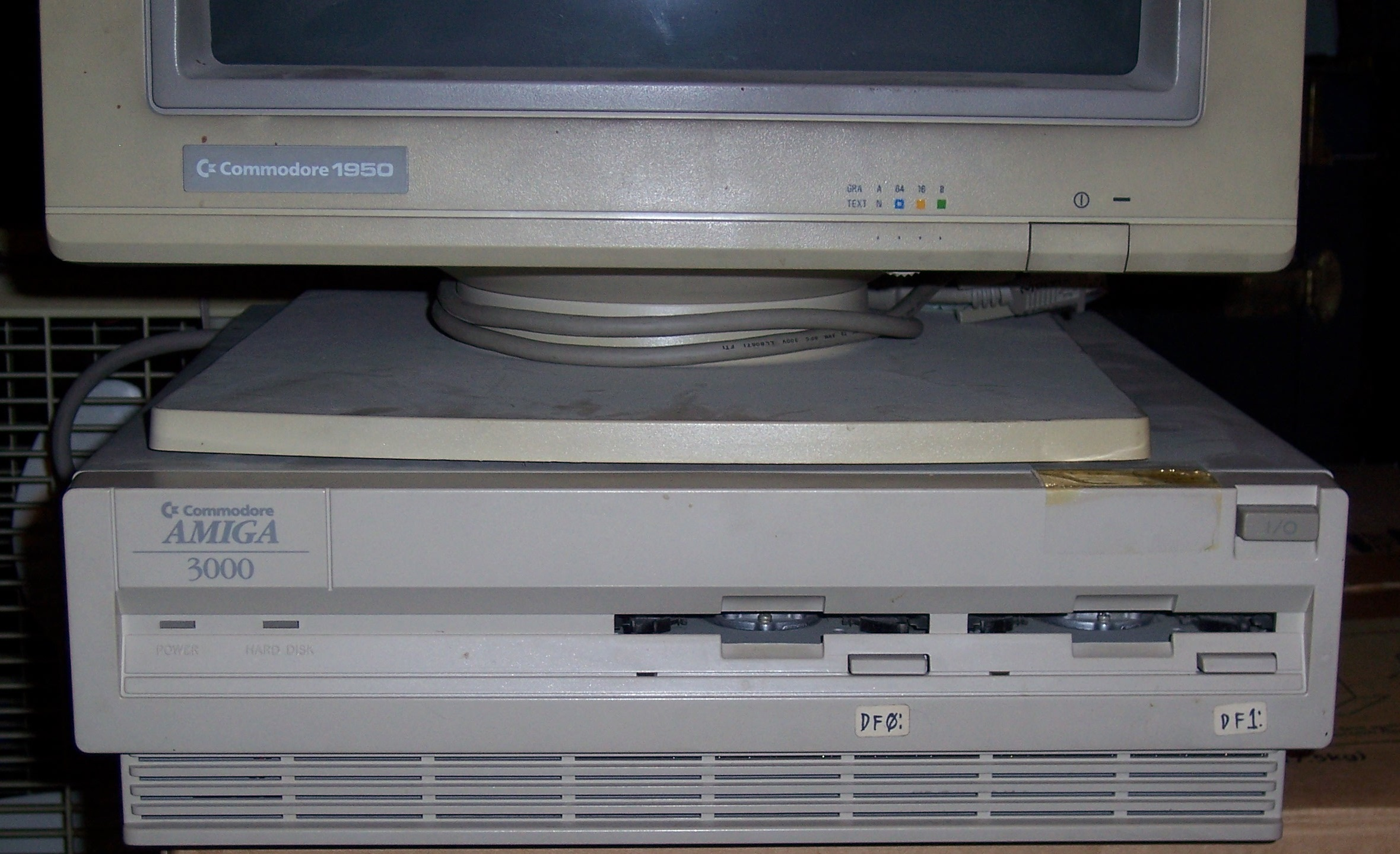
Amiga 3000

- предустановлен с частотой 16 или 25 МГц
- расширяется CPU-картами, через процессорный разъём

- Математический сопроцессор 68881 или 68882

- зависит от предустановленного процессора и работает на той же частоте

- Audio (чип Paula)

- 4-канальный стереозвук
- 14 бит (8 бит звука и 6 бит громкости)
- 28 кГц (частота дискретизации)
- 70 дб (соотношение сигнал/шум)

- Чипсет: ECS (усовершенствованный чипсет), новые видеорежимы:

- Productivity (640×480, 4 цвета)
- SuperHires (1280×200 и 1280×256, 4 цвета)
- Super72 (800×600, 2 цвета)
- устраняющий мерцание в 31 кГц видеорежимах чип Amber
- также SuperDenise, Fat Gary, Fat Agnus, SuperBuster, SuperDMAC и Ramsey

- Накопители

- Встроенный 3,5" дисковод 880 Кб
- Встроенный 3,5" SCSI-винчестер Quantum от 40 до 100 Мб (по выбору)

- Внешние разъёмы

- Композитный ТВ-выход (чёрно-белый)
- Аналоговый видеовыход RGB (15 кГц)
- Аналоговый видеовыход RGB с Flicker fixer (31 кГц)
- «Колокольчики» RCA для звука
- 2 Game-порта (джойстик/мышь)
- Клавиатурный порт (5-штырьковый DIN)
- Последовательный порт RS-232 (DB25)
- Параллельный порт Centronics (DB25)
- Порт для подключения внешнего дисковода
- Порт SCSI-2 для подключения внешнего винчестера

- Внутренние разъёмы

- 4 слота Zorro III (Autoconfig)
- 2 16-битных слота ISA